# Черники (Поморське воєводство)
Черники (пол. Czerniki) — село в Польщі, у гміні Стара Кішева Косьцерського повіту Поморського воєводства.
Населення — 178 осіб (2011).
У 1975-1998 роках село належало до Гданського воєводства.

## Демографія
Демографічна структура станом на 31 березня 2011 року:
|          | Загалом | Допрацездатний вік | Працездатний вік | Постпрацездатний вік |
| -------- | ------- | ------------------ | ---------------- | -------------------- |
| Чоловіки | 87      | 27                 | 54               | 6                    |
| Жінки    | 91      | 27                 | 47               | 17                   |
| Разом    | 178     | 54                 | 101              | 23                   |